# 클리프 리드
클리프 리드(Clifford Reed, 1965년 4월 12일 ~ )는 미국 대학 농구 코치로 마지막으로 메릴랜드 이스턴 쇼어에서 임시 감독을 역임했다. 또한 베쑨-쿡맨의 전 감독이기도 하다.

## 어린 시절과 교육
플로리다주 오몬드 비치에서 태어난 리드는 1983년 데이토나비치에 있는 시브리즈 고등학교를 졸업하고 세인트 존스 커뮤니티 칼리지에서 대학 농구 경력을 시작하여 1983년부터 1985년까지 뛰었다. 리드는 데이토나 비치 커뮤니티 칼리지로 전학하여 동료 선수로 활동했다. 졸업 후 리드는 대학 농구 경력을 계속하기 위해 1989년 베쑨-쿡맨 칼리지에 등록하기 전에 미국 육군에서 복무했다. 리드는 1991년 베쑨-쿡맨을 졸업했다.